# Westliches Irmawallaby

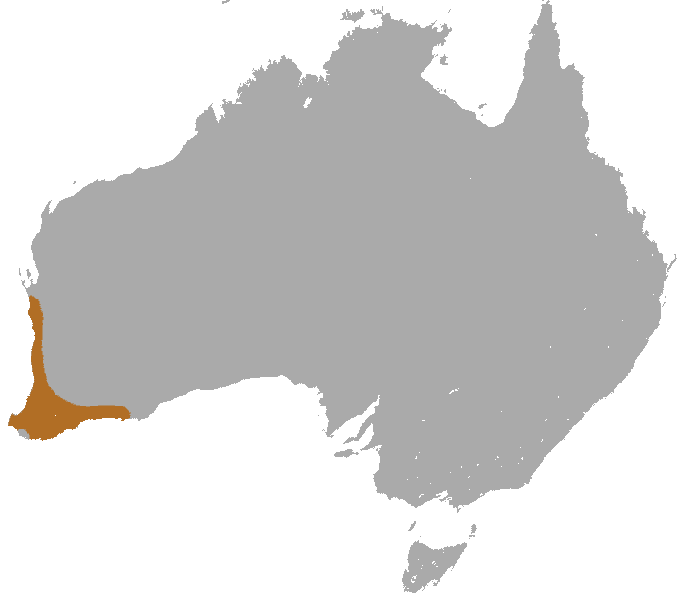
Verbreitungskarte des Westlichen Irmawallaby

Das Westliche Irmawallaby (Notamacropus irma) ist eine Känguruart aus der Gattung der Wallabys (Notamacropus). Es lebt im südwestlichen Australien.
Der Artzusatz im wissenschaftlichen Namen ist ein Eigenname, ob für eine Person oder für das Tier in einer australischen Sprache, kann nicht mehr ermittelt werden.

## Merkmale
Mit einem Gewicht von 7 bis 9 Kilogramm zählen die Westlichen Irmawallabys zu den kleineren Wallabyarten. Sie haben den typischen Körperbau der meisten Kängurus mit den langen, kräftigen Hinterbeinen, dem muskulösen Schwanz und den kurzen Vorderpfoten. Ihr Fell ist überwiegend grau gefärbt, auffallend sind die weißen Gesichtsstreifen und die schwarz-weiß gefärbten Ohren. Die Hände und Füße sind schwarz gefärbt, an der Schwanzspitze befindet sich eine schwarze Quaste.

## Verbreitung und Lebensweise
Westliche Irmawallabys kommen nur im südwestlichen Western Australia vor. Ihr Lebensraum sind offene Wälder und Heidegebiete, sie meiden Wälder mit dichtem Unterwuchs und Weidegebiete.
Über die Lebensweise dieser Kängurus ist wenig bekannt. Sie sind vorwiegend dämmerungsaktiv und ruhen tagsüber oft einzeln oder zu zweit im Schatten der Bäume. Häufiger als andere Känguruarten begeben sie sich jedoch auch tagsüber auf Nahrungssuche. Ihre Nahrung besteht vorwiegend aus Gräsern.

## Gefährdung
Mit der Besiedlung Australiens durch die Europäer und der Umwandlung ihres Lebensraum in Weidegebiete ist das Verbreitungsgebiet der Westlichen Irmawallabys deutlich zurückgegangen. In den 1970er-Jahren kam es aufgrund der unkontrollierten Ausbreitung des Rotfuchses zu einem Einbruch der Populationen. Heute hat sich durch eine entschiedene Fuchsbekämpfung die Situation der Art gebessert, die Bestände sind im Steigen und in Gebieten, wo die Fuchsbestände drastisch zurückgedrängt werden, sind diese Kängurus mittlerweile wieder sehr häufig. Die IUCN listet das Westliche Irmawallaby als nicht gefährdet.
In Europa wird die Art nicht mehr gepflegt, ehemalige Halter sind Frankfurt und London.

## Belege
1. ↑  Conder & Strahan (Hrsg.): Dictionary of Australian and New Guinean Mammals. CSIRO PUBLISHING, 2007, ISBN 978-0-643-10006-0, S. 72–73 (Macropus irma).
2. ↑   ZTL 10.6.